# جزیره بیپی

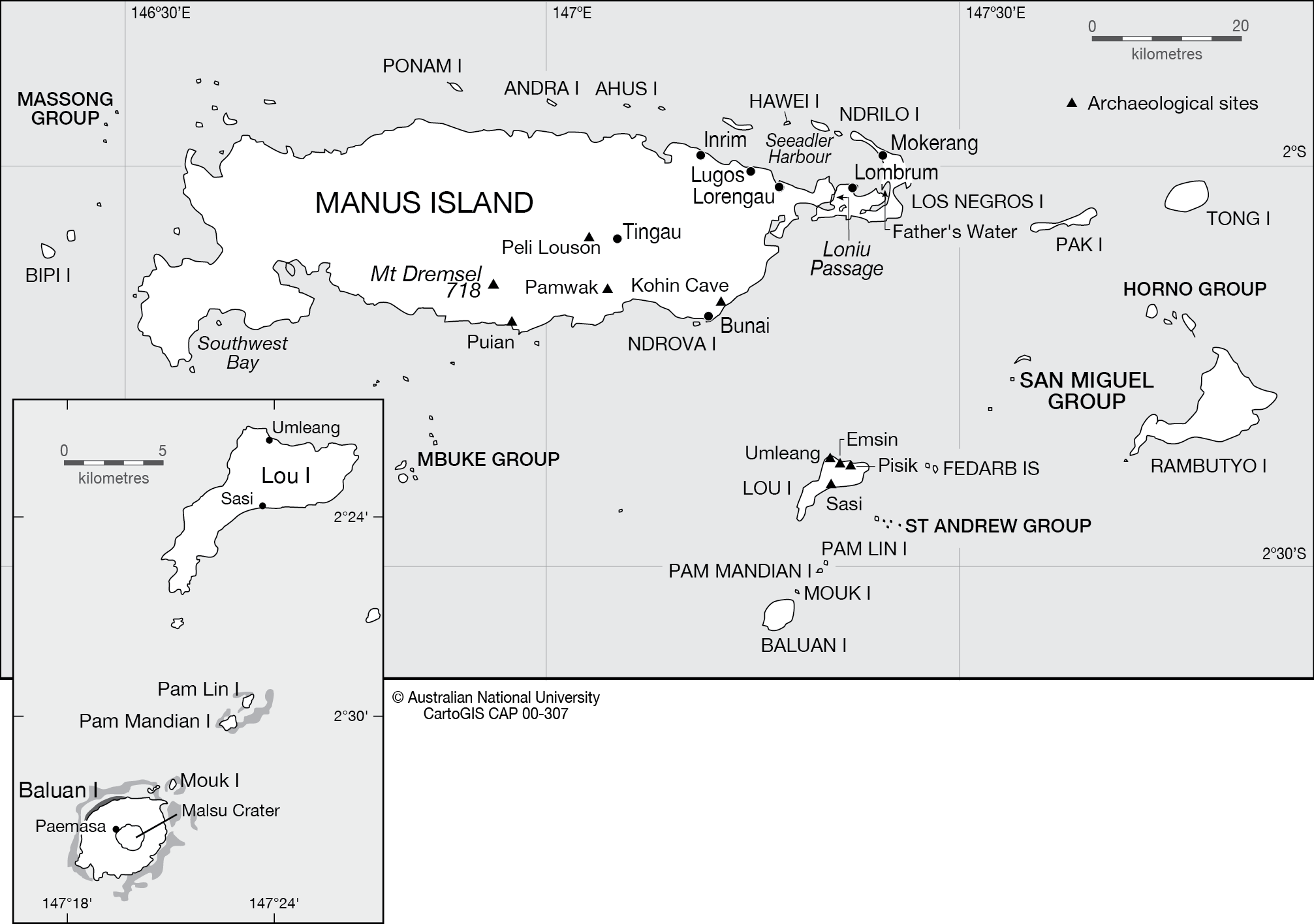
نقشه جزیره بیپی

جزیره بیپی یک جزیره مسطح مرجانی است که در نزدیکی ساحل غربی جزیره اصلی مانوس  قرار دارد. این جزیره بخشی از جزایر آدمیرالتی واقع در کشور پاپوآ گینه نو است. در مجاورت بخش شمال شرقی جزیره بیپی، جزیره سیسی قرار دارد. جزیره بیپی از سه روستا به نام‌های ماسوه، ماتاهای و کوم(که آخری به نام «سالاپای» نیز شناخته می شود) تشکیل شده است. این روستاها درمجموع تقریباً یک هزار نفر جمعیت دارند.
مردم بیپی در دهه‌های ۱۹۷۰ و ۱۹۸۰ به‌عنوان استادکاران کنده‌کاری روی چوب شناخته می‌شدند و برای تکمیل درآمد ناچیز خود حکاکی‌هایی بر روی مغز نارگیل می‌فروختند. امروزه عمده ترین فعالیت اقتصادی مردم این جزیره ماهیگیری و فروش خیار دریایی به‌عنوان خوراکی به خریداران دارای مجوز عرضه در بازارهای آسیایی است. این فعالیت اقتصادی همچنین در جزایر و صخره های مرجانی نزدیک بیپی نیز  که دارای سنت و آداب زندگی یکسان با مردم بیپی هستند انجام می‌شود.
جزیره بیپی یک مدرسه ابتدایی دارد که دانش آموزان جزایر مجاور نیز در آن تحصیل می‌کنند.